# Halictus humkalensis
Halictus humkalensis är en biart som beskrevs av Blüthgen 1936. Halictus humkalensis ingår i släktet bandbin, och familjen vägbin. Inga underarter finns listade i Catalogue of Life.